# Alex Schöngrün

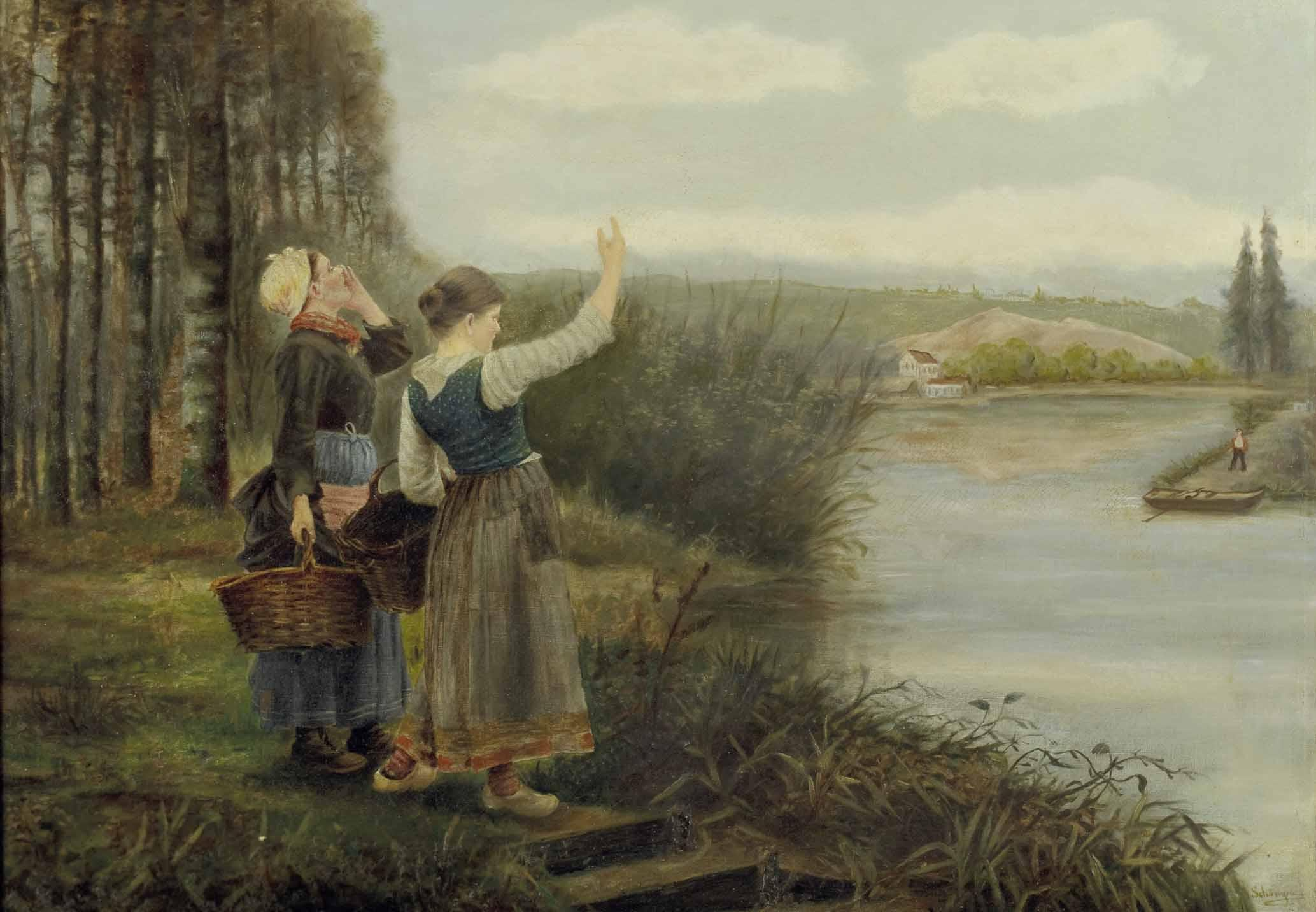
Zwei Frauen rufen nach dem Fährmann

Alexis Carl Gottfried Schöngrün, in zeitgenössischen Dokumenten überwiegend Alex Schöngrün (* 4. Juli 1854 in Wolgast; † 12. Oktober 1942 ebenda) war ein deutscher Landschafts- und Marinemaler.

## Leben
Alexis Schöngrün wurde als zweites Kind des Wolgaster Schiffscapitains Carl Ferdinand Theodor Schöngrün (1815–1900) und dessen Ehefrau Maria Dorothea Charlotte, geb. Möller (1824–1889) geboren. Er wuchs gemeinsam mit seinen drei Brüdern Carl Gottfried Theodor (1852–1919), Paul Carl Theodor (1856–1900) und Theodor Christian Friedrich (1860–1909) in Wolgast auf.
In den späteren, aus seiner Zeit erhalten gebliebenen Dokumenten wird er als Alex Schöngrün geführt. Sein eigentlicher Vorname Alexis tritt nur noch ein einziges Mal auf: 1942 bei der ins Sterberegister der Stadt Wolgast aufgenommenen Anzeige der Totenfrau.
Zu Michaelis 1866 wurde Alex Schöngrün gemeinsam mit seinem jüngeren Bruder Paul Schüler der in jenem Jahr neu eingerichteten Sexta der Wolgaster Wilhelmsschule am Lustwall (heute Runge-Gymnasium). Am 23. September 1868 verließ Alex Schöngrün die Quinta der Wilhelmsschule und wurde wenige Tage später, am 27. September 1886, in der St.-Petri-Kirche in Wolgast konfirmiert.

### Als Seemann auf Schiffen
Anfang April 1874 wurde Alex Schöngrün als Matrose auf dem Wolgaster Schoner „Maria“ des Kapitäns Carl Schöngrün, seines Vaters, angemustert. Zur Schiffsmannschaft gehörten auch seine Brüder Carl als Bootsmann und Paul als Jungmann. Carl fuhr bereits 1868 und 1869 auf dem Schiff seines Vaters als Halbmann mit. Fahrtgebiet dieses Schiffes war  hauptsächlich die Ostsee. In der Musterrolle für die Fahrt 1874 wurden neben Wolgast als Heimathafen die Städte Königsberg (Kaliningrad), Kopenhagen und Riga als Reiseziele genannt. Diese Fahrt wurde Weihnachten 1874 beendet.
Ab Mai 1877 fuhr Alex Schöngrün zunächst als Matrose und auch als Bootsmann mehrmals auf der Wolgaster Brigg „Jupiter“ des Kapitäns J. C. Darm. Die monatliche Heuer betrug 54 Reichsmark, später waren es nur noch 45 Reichsmark. Die Brigg „Jupiter“ hatte ihr Fahrtgebiet in der Ost- und Nordsee. Sie kehrte im November 1877 und im Dezember 1878 zur Winterlage nach Wolgast zurück. Einige Häfen, die in den Jahren 1877 bis 1879 von der Brigg angelaufen wurden, waren Riga, Kopenhagen, Kiel, Schields (South Shields), Grangemouth und Memel (Klaipėda).
Alex Schöngrün musterte im August 1879 in Memel von der Brigg „Jupiter“ ab und fuhr ab Oktober 1879 wieder gemeinsam mit seinem Bruder Carl auf dem Wolgaster Segelschiff „Johann“, das unter dem Kommando ihres Vaters Carl Schöngrün stand. Im November 1879 strandete das Schiff bei Fehmarn und wurde völlig zertrümmert. Die dreiköpfige Mannschaft konnte sich im eigenen Boot retten. Sie kehrte erst im März 1880 nach Wolgast zurück.
Im Oktober 1880 erlitt die Brigg „Jupiter“ Schiffbruch. Vier Seeleute und der Kapitän C. J. Darm ertranken. Zwei Seeleute konnten sich retten, darunter auch ein Steuermann aus Wolgast, mit dem Alex Schöngrün schon eine gemeinsame Fahrt unternommen hatte. Dem amtlichen Bericht zufolge gehörte aber Alex Schöngrün nicht mit zur Mannschaft des gescheiterten Schiffes.
Für die ersten Jahre nach 1880 konnten über Alex Schöngrüns Aufenthaltsorte und Beschäftigungen bisher keine Belege gefunden werden. In den Jahren von 1886 bis 1889 wurde er im Städteverzeichnis von Philadelphia als Seemann geführt. Ungewiss ist, ob er in Philadelphia an Malkursen der Pennsylvania Academy of the Fine Arts teilnahm, die damals gegen eine geringe Gebühr belegt werden konnten, oder ob er sich die handwerklichen Fähigkeiten als Maler autodidaktisch aneignete.

### Als Maler in Wolgast

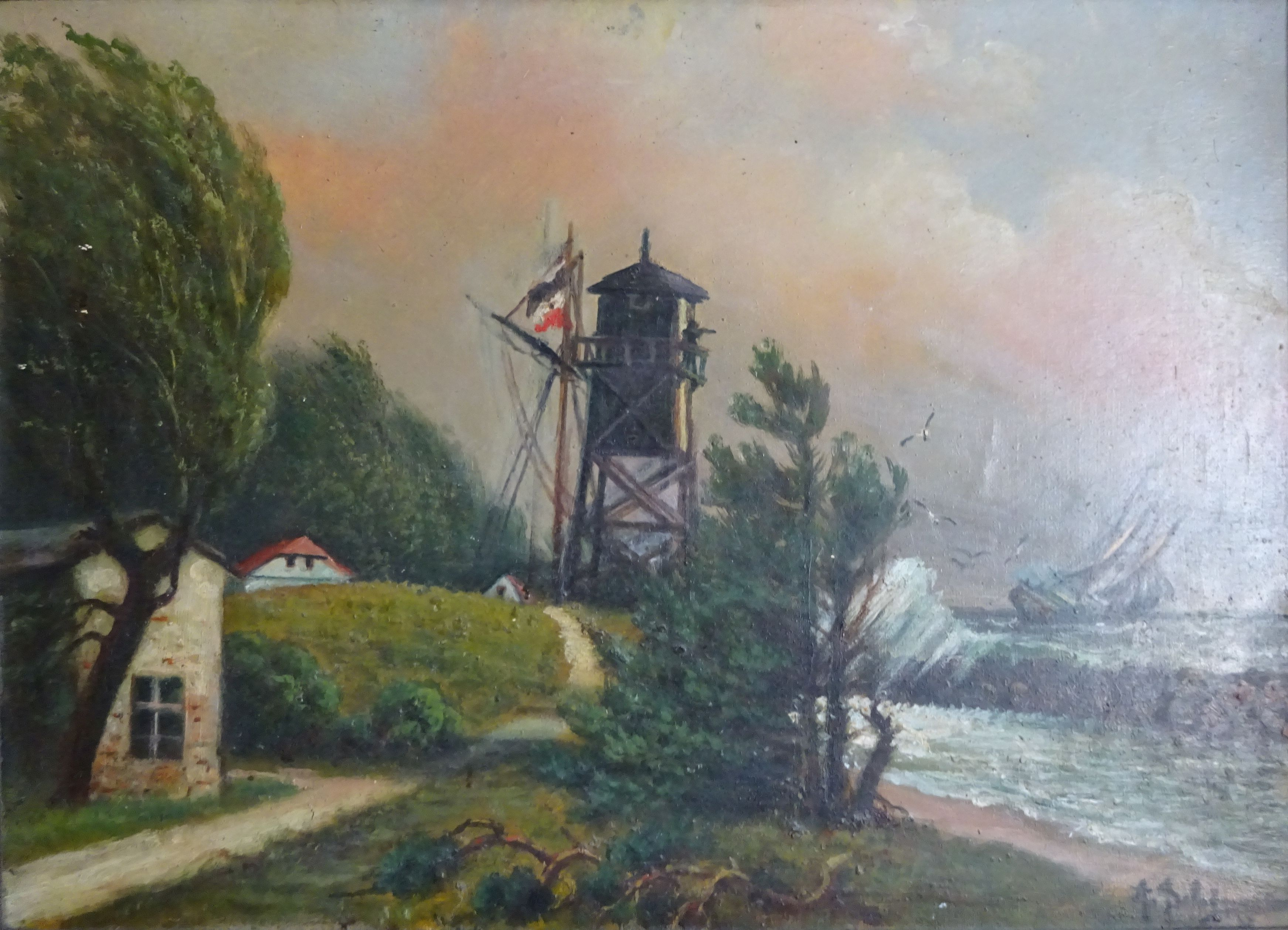
Lotsenwache auf dem Ruden, 1926

Alex Schöngrün wurde im Wolgaster Adressbuch von 1890 noch nicht verzeichnet. Höchstwahrscheinlich kehrte er in den 1890er Jahren nach Wolgast zurück.
Im Wolgaster Adressbuch von 1902 wurde er als Maler mit Wohnung in der Chausseestraße 7 aufgeführt. Er war in Wolgast und der näheren Umgebung als Landschaftsmaler tätig. Später, laut einer weiteren Ausgabe des Wolgaster Adressbuches von 1910, wohnte der Maler Alex Schöngrün im Haus des Drechslermeisters Hermann Brücke in der Fischerstraße 15. In diesem Haus lebte Alex Schöngrün während seiner Hauptschaffensperiode als Maler bis zu seinem Tod. Er blieb unverheiratet.
Die nachhaltigen Eindrücke, die Alex Schöngrün selbst auch auf der Brigg „Jupiter“ gesammelt hatte, hielt er in einem maritimen Ereignisbild fest, das die Brigg bei einem Manöver in schwerem Seesturm zeigt. Alex Schöngrün stiftete dieses Bild im Juni 1928 der Wolgaster St.-Petri-Kirche und es befindet sich noch heute im Turmraum der Kirche.
Der Hauptteil seiner Werke sind Landschaftsbilder, aber es gibt auch Seestücke, Kapitänsbilder und einige Stillleben. Bekannt sind seine Ölbilder mit Landschaften der Wolgaster Umgebung. Auf der Rückseite seiner Bilder vermerkte er oft „Nach dem Leben gemalt von Kunstmaler A. Schöngrün“. Auch im Nachweis der Geschäfts- und Gewerbetreibenden des Wolgaster Adreßbuches von 1929 wurde er als Kunstmaler geführt. Mit seinen Bildern zur Geschichte seiner Heimatstadt, von pommerschen Landschaften und Kapitänsbildern gilt er als malender Chronist von Wolgast.

## Werke (Auswahl)

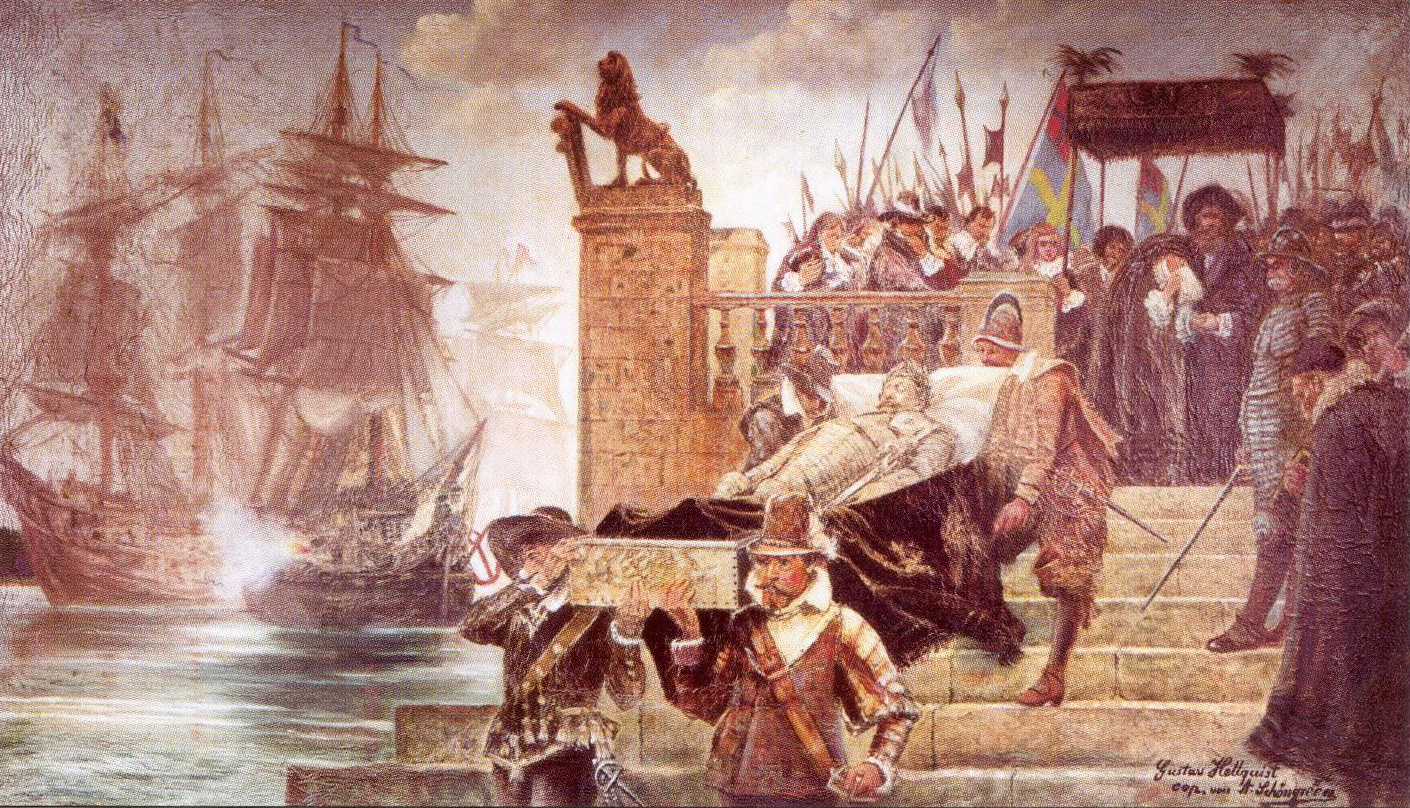
Die Einschiffung der Leiche Gustav II. Adolfs bei Wolgast 1633, Alex Schöngrüns Kopie nach einem Gemälde von Carl Gustaf Hellqvist.

Fünf Gemälde von Alex Schöngrün befinden sich in der Wolgaster St.-Petri-Kirche:
- Brand der Petrikirche 1920
- Burgruine Landskron bei Anklam, der St.-Petri-Kirche im Juli 1927 von Alex Schöngrün gestiftet[19]
- Ruine des Wolgaster Schlosses, gemalt nach einem Stich von 1792[22], in der St.-Petri-Kirche seit Oktober 1927
- Brigg Jupiter, der St.-Petri-Kirche Juni 1928 von Alex Schöngrün gestiftet[19]
- Überführung des Leichnams Gustav Adolfs nach Schweden (Kopie des Originals von Carl Gustaf Hellqvist), in der St.-Petri-Kirche seit Juni 1929

Neun Gemälde befinden sich im Besitz des Stadtgeschichtlichen Museums Wolgast, darunter:
- Selbstbildnis
- Farbholzmühle an der Peene in Wolgast
- An der Kleinbahn

Das Gemälde Gaffelschoner „Freundschaft“ befindet sich im Ernst-Moritz-Arndt-Museum in Garz auf Rügen. Ein weiteres Bild, Brigg „Johann Friedrich“, befindet sich im Nationalmuseum Stettin.
Im Jahr 2022 existieren noch nachweislich mehr als 100 Gemälde von Alex Schöngrün. Sie befinden sich vorwiegend im Privatbesitz.

## Ausstellungen
Vom 1. März bis zum 7. April 1989 fand im Stadtgeschichtlichen Museum Wolgast die Ausstellung „Alex Schöngrün – ein Wolgaster Maler und Seefahrer“ mit mehreren Gemälden des Malers statt.
Vom 23. September 2022 bis zum 30. Januar 2023 fand anlässlich des 80. Todestags von Alex Schöngrün eine erneute Ausstellung zu Leben und Werk statt, in der 30 Gemälde des Malers gezeigt werden konnten.